# Junts per Barcelona
Junts per Barcelona és un grup polític municipal de l'Ajuntament de Barcelona que va concórrer a les eleccions municipals de 2023 a Barcelona sota el nom de "TriasxBCN (Trias per Barcelona)" integrada al partit Junts per Catalunya. Actualment és el principal grup de l'oposició al consistori barceloní.

## Història
El grup municipal de Barcelona alineat amb Junts per Catalunya es va presentar a les eleccions municipals de 2023 sota la candidatura "Trias per Barcelona", liderada per l'exalcalde de Barcelona Xavier Trias. La candidatura va aconseguir guanyar els comicis a la capital catalana, rebent el 22% dels vots, fet que li atorgà 11 regidors. Malgrat la victòria electoral, el PSC, Barcelona en Comú i el PP van pactar que l'alcaldia fos per Jaume Collboni (PSC).
El juliol de 2024, Xavier Trias va complir la promesa feta durant la campanya electoral que deixaria la política i l'acta de regidor si no era escollit alcalde, i va retornar l'acta de regidor. Amb la seva baixa del grup municipal, Jordi Martí assumí la presidència del grup, que canviava de nom a Junts per Barcelona.

## Ideologia i programa polític[calcitació]
Junts per Barcelona defensa un model de ciutat basat en: 
- La promoció econòmica i el suport al comerç de proximitat
- La millora de la seguretat i el civisme
- La defensa de la identitat catalana i la promoció de la llengua catalana
- Una gestió eficient dels serveis públics
- El suport a l'esport i la cultura
- La sostenibilitat i la millora de la mobilitat
- L'atenció a les persones més vulnerables

El grup municipal ha impulsat la iniciativa #EscoltemBCN, un procés d'escolta activa amb tots els sectors econòmics i socials que actuen a la capital catalana, per recollir propostes i idees, i traslladar-los que els regidors i regidores de la formació poden ser útils per fer efectives les seves demandes.
Junts per Barcelona també ha impulsat el Mapa de l'Incivisme, dins la seva estratègia per millorar la convivència i el civisme a la ciutat. El Mapa de l'Incivisme és una eina participativa que permet identificar els punts negres de la ciutat on es concentren problemes d'incivisme, brutícia i degradació de l'espai públic, documentar i visibilitzar aquestes situacions per exigir actuacions concretes al govern municipal, donar veu als veïns i veïnes que pateixen diàriament aquestes problemàtiques i proposar solucions específiques per a cada zona afectada.

### Posició política[calcitació]
Junts per Barcelona exerceix l'oposició al govern municipal liderat per Jaume Collboni (PSC), que governa en minoria amb els 10 regidors del seu partit.
El grup municipal critica especialment: 
- La manca d'un projecte clar per a la ciutat
- L'incompliment dels acords amb altres forces polítiques
- La continuïtat de polítiques del govern anterior de Barcelona en Comú
- La falta d'iniciativa en àmbits com la seguretat, la neteja i la promoció econòmica